# Flata punctipennis
Flata punctipennis är en insektsart som först beskrevs av William Lucas Distant 1910.  Flata punctipennis ingår i släktet Flata och familjen Flatidae. Inga underarter finns listade i Catalogue of Life.